# 鈴鹿鳳凰
鈴鹿鳳凰（日语：スズカフェニックス），是日本純種競賽馬匹。生涯活躍於短途賽事，曾勝出2007年高松宮紀念。

## 出賽前
2002年3月29日於北海道平取町稻原牧場，被馬主永井啟貳購入。
其後交由栗東訓練中心練馬師橋田滿訓練。

## 競賽生涯

### 2歲
2004年10月10日出戰京都競馬場的2歲新馬戰，雖然獲得第一人氣，但最終以第九大敗。

### 3歲
2005年年初出戰3歲未勝利戰，再次落敗，於第三場比賽終於獲得首勝利。
勝出3歲未勝利戰後其進入長達半年的放草，於7月復出出戰條件戰陸奧灣特別，以凌厲的末腳獲得勝利。
但其後於HTB盃獲得第三後，再次進入放草休養。

### 4歲
2006年大部分時間出戰條件戰以累積獎金，並於6月的洛南特別及7月的HTB盃獲得勝利。
於札幌日刊體育盃獲得第三後，出戰朝日挑戰盃，爲其首次出戰分級賽。比賽開始後，其處於最後方位置推進，並以後上姿態通過最後彎道。進入直路後，其開始發力加速，跑出全場最快末腳，但可惜於初段留得太後而未能追上前方馬匹，獲得第四。
於條件戰大原錦標獲得第一後，其出戰富士錦標，再次向分級賽挑戰。但和朝日挑戰盃一樣，雖然其發揮凌厲的後上速度，但再次因爲留得太後而無濟於事，最終獲得第三。

### 5歲
2007年首戰爲京都金盃，由於主戰騎師武豐被判罰停止策騎，由幸英明代打。比賽途中，其處於最後位置但於直路未能百分百發揮實力，最終獲得第五。
1月27日出戰東京新聞盃，武豐重新策騎並獲得第一人氣。是次比賽，雖然其於初段仍然選擇留後，但騎師武豐指揮其提早發力，其亦跑出被以往更凌厲的速度，成功於直路上超越對手，獲得首個分級賽冠軍。
其後出戰阪急盃，比賽途中發揮凌厲末腳，僅以鼻位落後平頭奪冠的Precise Machine及榮進特快。
3月25日出戰高松宮紀念，爲其首次出戰1200米的賽事。賽前，由於天雨關係馬場變成爛地，令陣營擔心其會否受到影響。比賽開始後，其並未留後，而是於中團位置推進，並於途中慢慢向前方進佔位置。通過最後彎道時候，其經已處於第五的位置。進入直路後，其開始發力加速，而Precise Machine亦隨即衝出嘗試搶佔領先位置。直路上，鈴鹿鳳凰逐步拋離Precise Machine，而此時於比賽初段處於最後方的Venus Line及處於第十一的Peer Gynt開始衝刺，威脅鈴鹿烽鳳凰於前方的優勢。最終其成功保持速度，以2 1/2馬位的優勢獲得首個一級賽冠軍。
其後出戰安田紀念，與當時被譽爲最強一哩馬的大和主將決戰。比賽開始後，金剛力王選擇以慢放姿態帶領，做成比賽比賽步速偏慢，對處於後方的鈴鹿鳳凰明顯不利。亦因於此，其進入直路後未能成功進一步加速，最終獲得第五。
完成賽事後，其被安排於岩手縣遠野市遠野馬之里放草。
放草過後，出戰短途馬錦標，卻因比賽途中狀態不佳而第九
其後陣營因其慘烈的表現決定放棄原定計劃，避戰秋季天皇賞及天鵝錦標，直接出戰秋季一哩王者決定戰一哩冠軍賽。
11月18日按計劃出戰一哩冠軍賽，僅獲得第五人氣。比賽開始後，其處於後方位置，於進入直路後開始加速，但未能超越前方的大和主將及超級黃蜂，獲得第三。
其後出戰阪神盃，以中團戰術配合直路加速，成功奪得冠軍。

### 6歲
2008年首戰爲阪急盃，雖然獲得第一人氣，但於直路上仍然以頭位敗給一方到底的桂冠戰士。
其後出戰高松宮錦標，由於主戰騎師武豐夥拍赤兔馬遠征杜拜世界盃，因而由福永祐一代打策騎。比賽開始後，其出閘後便因爲碰撞而慢起步，處於幾乎最後的位置。然而進入直路後，其顯露出強大的瞬間爆發力，短時間內成功加速衝刺並追至第三完賽。
其後出戰京王盃春季杯，獲得第一人氣。但因爲漏閘加上未能成功於直路上保持加速力，最終獲得第三。
6月8日出戰安田纪念，比賽途中處於第十，於直路奮力加速並最終追至五完賽。
放草過後出戰秋季首戰人馬錦標，最終獲得第一人氣下卻以第八名落敗。
其後出戰短途馬錦標，由於主戰騎師武豐夥拍名將森遜遠征凱旋門大賽，因而由橫山典弘代打策騎。本次比賽其再次因爲漏閘而於初段處於不利位置，直路上再一加速後失去動力，最終獲得第四。
11月1日出戰天鵝錦標，再次獲得第一人氣。然而比賽途中再遇上短途錦標時候的前方，漏閘加上加速不力，獲得第四。
11月3日出戰一哩冠軍賽，由於當日主戰騎師武豐於第五場比賽策騎Seiun Ares時落馬受傷，臨場決定由安藤勝己代打策騎。比賽途中再次漏閘，加上於直路上被其他馬匹阻擋進路，以第八大敗。
其後陣營安排其退役，並於12月4日取消日本中央競馬會的賽駒註冊。

### 詳細賽績
| 日期       | 舉辦國家 | 馬場 | 距離   | 級別  | 賽事名稱       | 負重 | 騎師     | 馬號 | 出馬 | 名次 | 時間   | 頭馬（二馬）                |
| ---------- | -------- | ---- | ------ | ----- | -------------- | ---- | -------- | ---- | ---- | ---- | ------ | --------------------------- |
| 10/10/2004 | 日本     | 京都 | 泥1400 |       | 2歲新馬        | 55   | 武豐     | 7    | 10   | 9    | 1:29.5 | Hagino Glad                 |
| 23/1/2005  | 日本     | 京都 | 泥1400 |       | 3歲未勝利      | 56   | 武豐     | 15   | 15   | 2    | 1:25.6 | Richmond Girl               |
| 5/2/2005   | 日本     | 京都 | 泥1200 |       | 3歲未勝利      | 56   | 武豐     | 5    | 10   | 1    | 1:14.0 | （Hagino Felix）            |
| 10/7/2005  | 日本     | 函館 | 泥2000 |       | 陸奧灣特別     | 54   | 蛯名正義 | 1    | 7    | 1    | 2:08.8 | （Penetrator）              |
| 30/7/2005  | 日本     | 函館 | 泥2000 |       | HTB盃          | 54   | 蛯名正義 | 8    | 14   | 3    | 2:03.4 | Marubutsu Light             |
| 6/5/2006   | 日本     | 東京 | 草1600 |       | 金峰山特別     | 57   | 蛯名正義 | 1    | 12   | 3    | 1:33.9 | Sputnik                     |
| 3/6/2006   | 日本     | 東京 | 草1600 |       | 葉山特別       | 57   | 武豐     | 15   | 16   | 2    | 1:33.9 | Hikaru Vega                 |
| 17/6/2006  | 日本     | 京都 | 草1600 |       | 洛南特別       | 57   | 武豐     | 12   | 15   | 1    | 1:34.4 | （Big Capone）              |
| 29/7/2009  | 日本     | 函館 | 草2000 |       | HTB盃          | 57   | 安藤勝己 | 3    | 16   | 1    | 2:01.5 | （Pisa no Pastille）        |
| 12/8/2006  | 日本     | 札幌 | 草1500 |       | 札幌日刊體育盃 | 57   | 安藤勝己 | 3    | 11   | 3    | 1:29.0 | Lord Ultima                 |
| 9/9/2006   | 日本     | 中京 | 草2000 | GIII  | 朝日挑戰盃     | 56   | 武豐     | 12   | 12   | 4    | 1:57.6 | Trillion Cut                |
| 7/10/2006  | 日本     | 京都 | 草1800 |       | 大原錦標       | 57   | 武豐     | 11   | 13   | 1    | 1:46.1 | （Bright Tomorrow）         |
| 21/10/2006 | 日本     | 東京 | 草1600 | GIII  | 富士錦標       | 56   | 武豐     | 13   | 18   | 3    | 1:32.9 | Kinetics                    |
| 6/1/2007   | 日本     | 京都 | 草1600 | GIII  | 京都金盃       | 56   | 幸英明   | 2    | 16   | 5    | 1:34.2 | Meiner Scherzi              |
| 27/1/2007  | 日本     | 東京 | 草1600 | GIII  | 東京新聞盃     | 56   | 武豐     | 12   | 15   | 1    | 1:32.7 | （氣墊快駒）                |
| 25/2/2007  | 日本     | 阪神 | 草1400 | GIII  | 阪急盃         | 57   | 武豐     | 3    | 16   | 3    | 1:20.5 | Precise Machine 榮進特快[a] |
| 25/3/2007  | 日本     | 中京 | 草1200 | GI    | 高松宮記念     | 57   | 武豐     | 8    | 18   | 1    | 1:08.9 | （Peer Gynt）               |
| 3/6/2007   | 日本     | 東京 | 草1600 | GI    | 安田記念       | 58   | 武豐     | 8    | 18   | 5    | 1:32.8 | 大和主將                    |
| 30/9/2007  | 日本     | 中山 | 草1200 | GI    | 短途馬錦標     | 57   | 武豐     | 15   | 16   | 9    | 1:10.0 | 真弓快車                    |
| 18/11/2007 | 日本     | 京都 | 草1600 | GI    | 一哩冠軍賽     | 57   | 武豐     | 11   | 18   | 3    | 1:32.8 | 大和主將                    |
| 16/12/2007 | 日本     | 阪神 | 草1400 | JpnII | 阪神盃         | 57   | 武豐     | 17   | 18   | 1    | 1:20.6 | （歡欣起舞）                |
| 2/3/2008   | 日本     | 阪神 | 草1400 | GIII  | 阪急盃         | 59   | 武豐     | 4    | 16   | 2    | 1:20.7 | 桂冠戰士                    |
| 30/3/2008  | 日本     | 中京 | 草1200 | GI    | 高松宮記念     | 57   | 福永祐一 | 1    | 18   | 3    | 1:07.3 | 精雕微琢                    |
| 17/5/2008  | 日本     | 東京 | 草1400 | GII   | 京王盃春季盃   | 58   | 武豐     | 13   | 17   | 3    | 1:21.1 | 超級黃蜂                    |
| 9/6/2008   | 日本     | 東京 | 草1600 | GI    | 安田記念       | 58   | 武豐     | 17   | 18   | 5    | 1:33.4 | 伏特加                      |
| 14/9/2008  | 日本     | 阪神 | 草1200 | GII   | 人馬錦標       | 58   | 武豐     | 8    | 16   | 8    | 1:07.9 | 櫻花盛開                    |
| 1/11/2008  | 日本     | 中山 | 草1200 | GI    | 短途馬錦標     | 57   | 横山典弘 | 11   | 16   | 4    | 1:08.3 | 不眠之夜                    |
| 1/11/2008  | 日本     | 京都 | 草1400 | GII   | 天鵝錦標       | 58   | 横山典弘 | 15   | 16   | 4    | 1:20.2 | Meiner Rainier              |
| 23/11/2008 | 日本     | 京都 | 草1600 | GI    | 一哩冠軍賽     | 57   | 安藤勝己 | 3    | 18   | 8    | 1:33.1 | Blumenblatt                 |

a 此兩駒爲平頭冠軍

## 退役後
退役後，鈴鹿鳳凰成爲了配種馬，於北海道新日高町Arrow Stud休養，在2009年進行配種。首批子嗣2010年出生。首批子嗣可於2012年出賽。2013年5月5日，鳳凰之威於NHK一哩賽取勝，成爲首匹於一級賽取勝的鈴鹿鳳凰子嗣。
2016年由配種馬退役，被轉移至北海道浦河町浦河優駿度假村AERU以功勞馬身份進行養老生活。

### 主要子嗣

#### 一級賽事優勝子嗣
粗體字為一級賽
2010年生
- 鳳凰之威（NHK一哩賽）

## 血統簡介
父系週日寧靜是美國三冠賽雙軍馬，退役後在日本配種，在日本馬壇相當成功，贏得多項分級賽事，其子嗣贏得巨額獎金。連續12年成為日本冠軍種馬。祖父Halo爲美國賽駒，曾贏得一級賽冠軍，爲美國冠軍種馬。
母系Rose of Suzuka爲愛爾蘭馬匹，生涯未有任何出賽紀錄。外祖父神話王爲美國賽駒，生涯僅出戰一場，但於血統上極其優秀，爲美國著名種馬鞍匠井之全兄，退役後被輸出至歐洲並成爲當地優秀種馬之一。

### 血統表
| 父線：週日寧靜系（Halo系）                                      |                                |                 |                |
| 種馬 週日寧靜 1986年（棕色）                                    | Halo 1969年（棕色）            | Hail to Reason  | Turn-to        |
| 種馬 週日寧靜 1986年（棕色）                                    | Halo 1969年（棕色）            | Hail to Reason  | Nothirdchance  |
| 種馬 週日寧靜 1986年（棕色）                                    | Halo 1969年（棕色）            | Cosmah          | Cosmic Bomb    |
| 種馬 週日寧靜 1986年（棕色）                                    | Halo 1969年（棕色）            | Cosmah          | Almahmoud      |
| 種馬 週日寧靜 1986年（棕色）                                    | Wishing Well 1975年（棗色）    | Understanding   | Promised Land  |
| 種馬 週日寧靜 1986年（棕色）                                    | Wishing Well 1975年（棗色）    | Understanding   | Pretty Ways    |
| 種馬 週日寧靜 1986年（棕色）                                    | Wishing Well 1975年（棗色）    | Mountain Flower | Montparnasse   |
| 種馬 週日寧靜 1986年（棕色）                                    | Wishing Well 1975年（棗色）    | Mountain Flower | Edelweiss      |
| 繁殖雌馬 Rose of Suzuka 1992年（棗色）                          | 神話王 1982年（棗色）          | 北地舞人        | 新北區         |
| 繁殖雌馬 Rose of Suzuka 1992年（棗色）                          | 神話王 1982年（棗色）          | 北地舞人        | Natalma        |
| 繁殖雌馬 Rose of Suzuka 1992年（棗色）                          | 神話王 1982年（棗色）          | Fairy Bridge    | Bold Reason    |
| 繁殖雌馬 Rose of Suzuka 1992年（棗色）                          | 神話王 1982年（棗色）          | Fairy Bridge    | Special        |
| 繁殖雌馬 Rose of Suzuka 1992年（棗色）                          | Rose of Jericho 1984年（棗色） | 聲稱            | Hoist the Flag |
| 繁殖雌馬 Rose of Suzuka 1992年（棗色）                          | Rose of Jericho 1984年（棗色） | 聲稱            | Princess Pout  |
| 繁殖雌馬 Rose of Suzuka 1992年（棗色）                          | Rose of Jericho 1984年（棗色） | Rose Red        | 北地舞人       |
| 繁殖雌馬 Rose of Suzuka 1992年（棗色）                          | Rose of Jericho 1984年（棗色） | Rose Red        | Cambrienne     |
| 雌系：號族：1-t                                                 |                                |                 |                |
| 五代內近親交配：北地舞人 3×4、Hail to Reason 3×5、Almahmoud 4×5 |                                |                 |                |

## 命名由來
名字中，Suzuka（スズカ）是馬主永井啟貳的冠名，出自其出生地三重縣菰野町附近的鈴鹿山脈，Phoenix（フェニックス）即是神獸鳳凰。

## 外部連結
- 鈴鹿鳳凰 netkeiba.com （页面存档备份，存于）
- 血統表 （页面存档备份，存于）